# 角田無幻

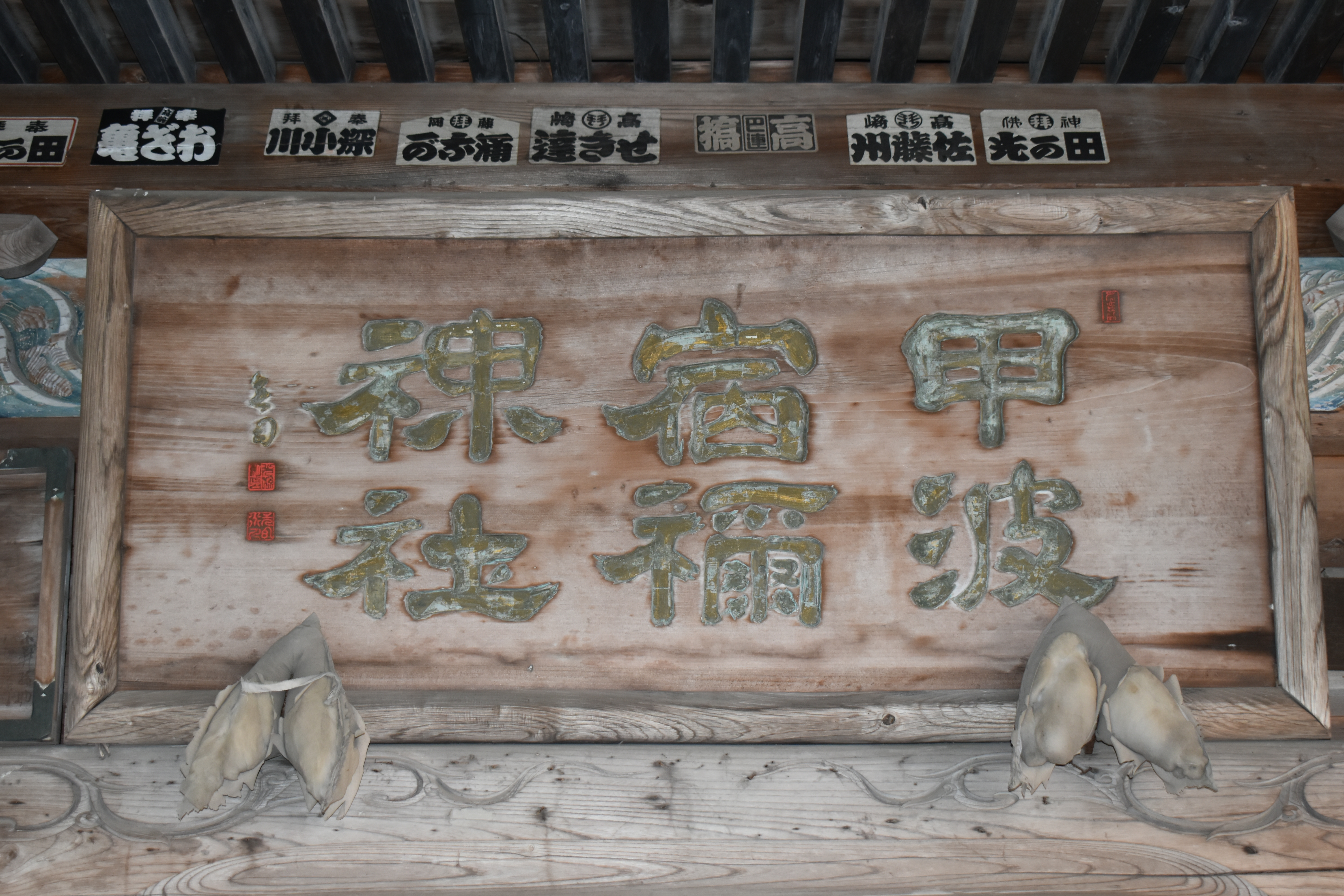
川島甲波宿禰神社扁額

角田 無幻（つのだ むげん、寛保3年（1743年）4月15日 - 文化6年（1809年）7月23日）は、江戸時代の書道家。諱は光劉（こうりゅう）後に光旒（こうりゅう）、字は公冕（こうべん）、院号は仙教院（せんきょういん）、後に知足院（ちそくいん）、号を無幻または無源。伝法大阿闍梨法印に叙せられた。東江源鱗に書を学び、趙子昂・王右軍の書風に影響を受けた。上毛の三筆といわれた。

## 人物
寛保3年（1743年）、群馬郡下野田村（現・北群馬郡吉岡町大字下野田）の華蔵寺に狩野亮観の次男として生まれる。和田山極楽院（現・高崎市箕郷町和田山）の鑁清に修験道を学んだ。
宝暦8年（1758年）に勢多郡津久田村（現・渋川市赤城町津久田）の林徳寺、角田広観の法嗣（養子）になっている。
天明2年（1782年）大般若講義を命ぜられて京都に上り、住心院僧正に拝謁して修験道の興隆を図るには学校を設け、修験者の再教育と弟子の育成が急務であると奏上した。
天明6年（1786年）前後、林徳寺の東方の枇杷山に寂照院を建て修験道場とすることを企図したが頓挫。
寛政4年（1792年）林徳寺の寺職を祐観（広観の孫）に譲る。
寛政8年（1796年）聖護院法親王の侍講、華王院仏猊の招聘を受け再度京都に上り、大善院の住職となる。
寛政12年（1800年）には、三井寺で灌頂を受け伝法大阿闍梨法印に叙せられている。
光格天皇に自筆の「千字文」を奉呈したほか、当時皇太子だった仁孝天皇にも自筆の書を奉った。
文化6年（1809年）京都で没し真如堂に葬られたが、上州の弟子たちが遺髪と爪を持ち帰り、夢幻道人建立の寂照山跡に遺髪塚を建てた。
文化11年（1814年）祐観によって津久田村に石碑が建てられた。
無幻の書は上掲甲波宿禰神社の扁額・社標として残されているほか、地元渋川市赤城地区や北橘地区、近隣の前橋市に庚申塔・青面金剛塔などに多数残っている。
錫杖や法衣などの遺品は渋川市指定重要文化財、遺髪塚は渋川市指定史跡となっている。

## 関連書籍
- 「角田無幻の庚申塔」小野文生

- 「修験者　無幻道人　～後世に伝える金石文～」渋川市教育委員会